# Tadousse-Ussau
Tadousse-Ussau è un comune francese di 79 abitanti situato nel dipartimento dei Pirenei Atlantici nella regione della Nuova Aquitania.

## Società

### Evoluzione demografica
Abitanti censiti